# Pitsivaara
Pitsivaara är en kulle i Finland. Den ligger i landskapet Lappland, i den norra delen av landet, 1 000 km norr om huvudstaden Helsingfors. Toppen på Pitsivaara är 571 meter över havet.
Terrängen runt Pitsivaara är huvudsakligen platt.  Trakten runt Pitsivaara är nära nog obefolkad, med mindre än två invånare per kvadratkilometer. Det finns inga samhällen i närheten. Omgivningarna runt Pitsivaara är i huvudsak ett öppet busklandskap.